# Tadeusz Fredro-Boniecki

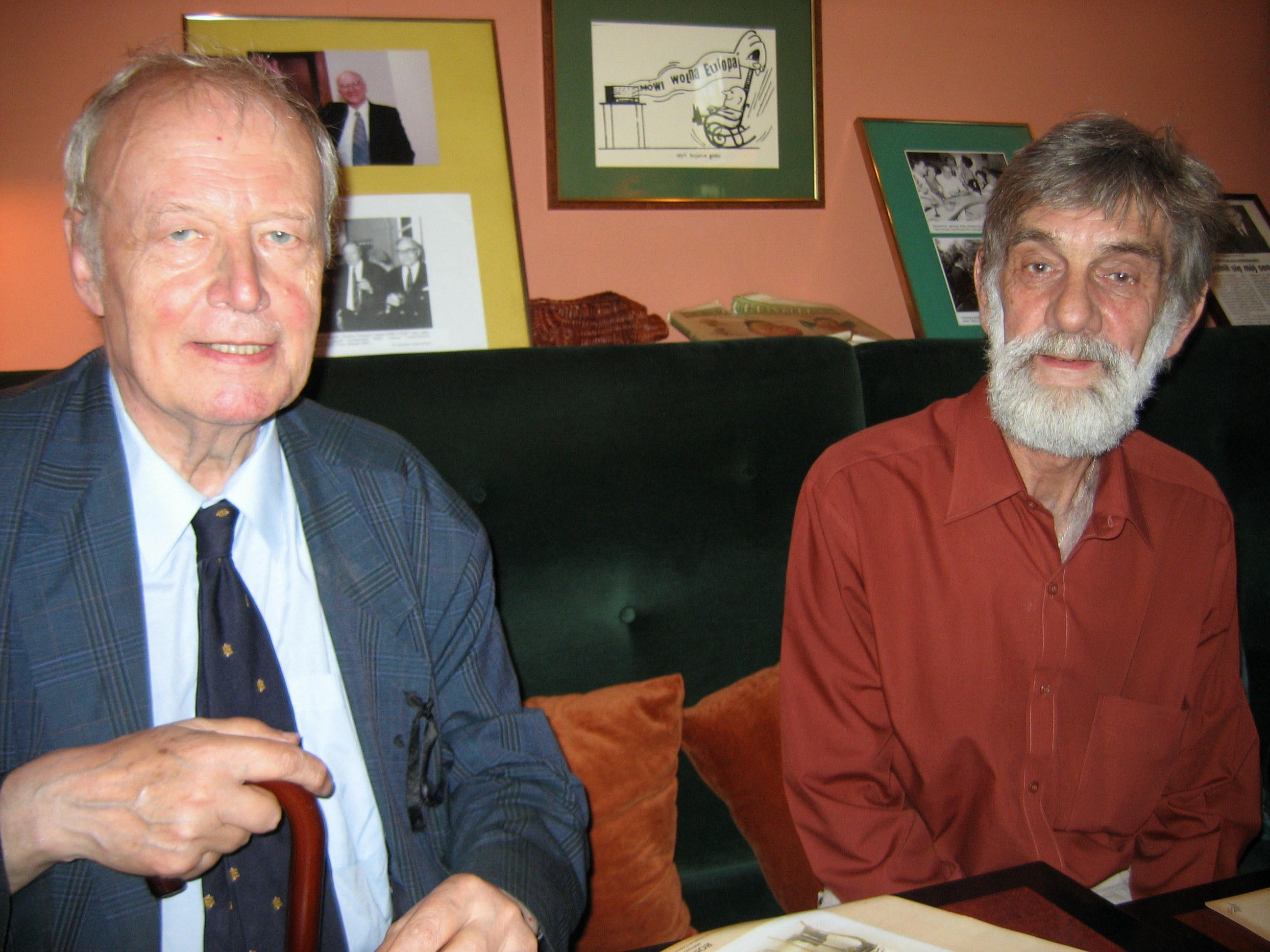
Tadeusz Fredro-Boniecki w rozmowie z Maciejem Morawskim, paryskim korespondentem Rozgłośni Polskiej Radia Wolna Europa (Warszawa, 2007)

Tadeusz Jan Fredro-Boniecki (ur. 2 kwietnia 1943 w Warszawie) – polski dziennikarz i publicysta, w latach 2004–2008 wiceprzewodniczący Rady Etyki Mediów.

## Kariera zawodowa
W 1963 roku ukończył VI Liceum Ogólnokształcące im. Tadeusza Reytana w Warszawie, a w 1968 roku studia filologiczne na Wydziale Filologii Polskiej Uniwersytetu Warszawskiego. Od 1967 dziennikarz prasy codziennej, tygodników i miesięczników, m.in. „Twórczości”, „Poezji”, „Miesięcznika Literackiego”, „Tygodnika Powszechnego” i „Gazety Wyborczej”.
Od 1976 pracował w Redakcji Publicystyki Kulturalnej Polskiego Radia, z którego został wyrzucony w stanie wojennym w 1983. W latach 1983–90  współorganizator „Przeglądu Katolickiego”, kierownik działu informacji.
W latach 1989–1991 współpracował z Rozgłośnią Polską Radia Wolna Europa; w czerwcu 1994 brał udział, jako przedstawiciel Polskiego Radia, w uroczystości pożegnania pracowników RP RWE ze słuchaczami w Poznaniu. Dzięki niemu na falach Polskiego Radia wielokrotnie prezentowano archiwalne nagrania RWE, w tym audycje z debat i spotkań środowiska byłych pracowników Rozgłośni, skupionych wokół Stowarzyszenia Pracowników, Współpracowników i Przyjaciół Rozgłośni Polskiej Radia Wolna Europa Imienia Jana Nowaka-Jeziorańskiego.
W latach 1991–1993 pracował w Polskiej Agencji Prasowej; od kwietnia do października 1992 był wiceprezesem PAP. W latach 1993–2009 ponownie pracował w Polskim Radiu, m.in. jako dyrektor biura programowego (1994–1998) i doradca zarządu (2000–2004, 2006–2009). Współorganizator Związku Pracodawców Mediów Publicznych i pierwszy dyrektor biura Związku w latach 2005–2006.
W twórczości dziennikarskiej zajmował się m.in. problematyką totalitaryzmu, mechanizmami transformacji środków masowego przekazu po upadku systemu totalitarnego. Jest autorem książek i reportaży odsłaniających kulisy uprowadzenia i zamordowania ks. Jerzego Popiełuszki.
Od lat 70. członek Stowarzyszenia Dziennikarzy Polskich. Od 1993 wykładowca Studium Komunikowania Społecznego i Dziennikarstwa Katolickiego Uniwersytetu Lubelskiego.
W 2003 roku został laureatem Nagrody im. Witolda Hulewicza za działalność dziennikarską i publicystyczną na polu dokumentowania historii polskiej radiofonii.

## Działalność polityczna
Działalność polityczna: za udział w wystąpieniach studenckich aresztowany w marcu 1968. W czasie stanu wojennego za przestrzeganie zasad dziennikarskiej rzetelności wyrzucony z Polskiego Radia (1983). W 2004 Instytut Pamięci Narodowej przyznał mu status osoby pokrzywdzonej (zaświadczenie nr 869/04).

## Życie prywatne
Syn Michała Fredro-Bonieckiego (1896–1944) i Grażyny z domu Łoś (1908–1989), brat ks. Adama Bonieckiego (ur. 1934), Stanisława (ur. 1936), Krystyny (ur. 1937) i Marii (ur. 1940) – pochodzi z rodziny pieczętującej się herbem Bończa. Żonaty z Ewą z domu Śliwińską, ma dwie córki: Marię (dziennikarkę i publicystkę prasową, m.in. autorkę książki Za kryształową szybą. Przypadki rodziny Bonieckich, 2019) i Dorotę (m.in. autorkę reportaży radiowych w ramach Studia Reportażu i Dokumentu Polskiego Radia, od 2021 r. w Biurze Współpracy z Zagranicą Polskiego Radia S.A.); był teściem dziennikarza i reportera Pawła Smoleńskiego. Mieszka w Legionowie.

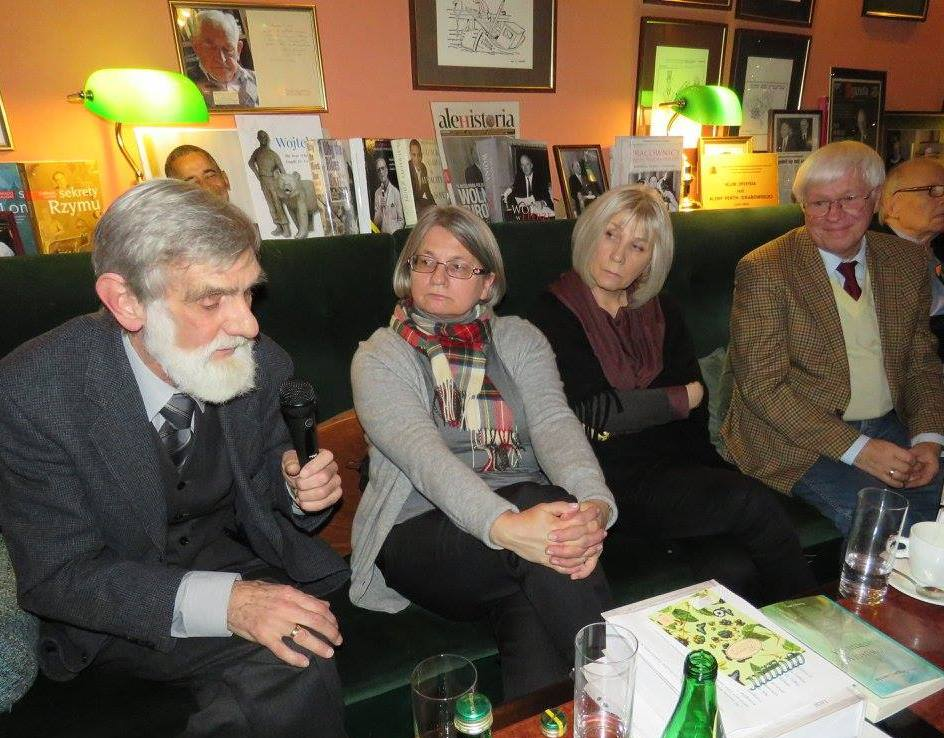
Tadeusz Fredro-Boniecki podczas jednej z dyskusji w Stowarzyszeniu Pracowników, Współpracowników i Przyjaciół Rozgłośni Polskiej Radia Wolna Europa Imienia Jana Nowaka-Jeziorańskiego; obok także: Anna Mieszkowska, Violetta Wejs-Milewska i Lechosław Gawlikowski (Warszawa, 2016)

## Publikacje
- Teatr–Film–Telewizja (wybór i opracowanie), Państwowe Zakłady Wydawnictw Szkolnych, Warszawa 1972;
- Bartelski (w języku angielskim); Agencja Autorska, Warszawa 1978; seria: „Profiles of the Contemporary Writes”;
- Chcemy z tego sprawdzianu wyjść prawdomówni i wiarygodni – myśl społeczna w nauczaniu Prymasa Polski w latach 1981–1983 (opracowanie i wybór), Wydawnictwo Archidiecezji Warszawskiej, 1984;
- Zwycięstwo Księdza Jerzego, Niezależna Oficyna Wydawnicza NOWA, Warszawa 1990; wydanie francuskie: Ed. Criterion, Paris 1993, ze wstępem Alexandry Kwiatkowskiej-Viatteau;
- Wychodzenie z piekła. Dalszy ciąg zwycięstwa księdza Jerzego, Oficyna Wydawnicza „Rytm”, Warszawa 1991;
- W starciu z totalitaryzmem (rozmowy z abp. Ignacym Tokarczukiem), Éditions du Dialogue – Société d’Éditions Internationales, Paris 1994.

### Prace zbiorowe
- Pięciolecie transformacji mediów, Elipsa, Warszawa 1995;
- Dziennikarski etos, Lux Mundi, 1996;
- Medialne rozdroże, Wyd. Interpress, Warszawa 1998.